# Arturo Brizio Carter
Arturo Brizio Carter (Ciudad de México, 9 de marzo de 1956) es un exárbitro de fútbol de nacionaliad mexicana, hermano del también árbitro Eduardo Brizio Carter, exanalista deportivo de la cadena Televisa, también dirigió múltiples finales de la Primera División de México y también 6 partidos en las copas del mundo de Estados Unidos 1994 y Francia 1998, también es considerado por la IFFHS como el mejor árbitro mexicano del último cuarto de siglo (1987-2011) y el 32 en el mundo. Durante toda su carrera se distinguió por su cero tolerancia a la violencia en el campo de juego; prueba de ello es su récord de 7 expulsiones en 6 juegos mundialistas.

## Partidos dirigidos en mundiales

### Estados Unidos 1994
- Primera ronda, Alemania 1:0 Bolivia, expulsa al boliviano Marco Etcheverry.[4]
- Primera ronda, Brasil 3:0 Camerún, expulsa al camerúnes Rigobert Song.[5]
- Octavos de final, Nigeria 1:2 Italia, expulsa al italiano Gianfranco Zola.[6]

### Francia 1998
- Primera ronda, Francia 4:0 Arabia Saudita, expulsa al saudí Mohammed al khlaiwi y al francés Zinedine Zidane.[7]
- Primera ronda, Inglaterra 2:0 Colombia[8]
- Cuartos de final, Holanda 2:1 Argentina, expulsa al holandés Arthur Numan y al argentino Ariel Ortega.[9]